# Rangos militares de Uruguay
El sistema jerárquico de rangos militares de Uruguay está organizado en dos categorías: personal superior y personal subalterno. En cada uno de ellos hay una escala jerárquica de grados militares, definidos actualmente por la Ley Orgánica Militar N° 19775 del 26 de julio de 2019.

## Introducción

### Organización
El personal de las Fuerzas Armadas está integrado por dos clases de funcionarios públicos: el personal militar, aquel sometido al estatuto militar, y el personal civil, sometido a las normas del estatuto del funcionario público de la Administración Central.
El personal militar se halla comprendido en el Escalafón K, y se divide en dos categorías: personal superior y personal subalterno. El personal superior es un personal profesional militar de carrera en permanente capacitación, que puede integrar el cuerpo de comando, el de apoyo y complemento, o el de servicios generales. El personal subalterno puede integrar uno de los siguientes cuerpos: combatiente, administración o técnico-especialista.
En la escala del personal superior, los grados superiores se pueden agrupar, de mayor a menor jerarquía, en oficiales generales, oficiales superiores, oficiales jefes y oficiales subalternos. En la escala del personal subalterno, los grados subalternos se pueden agrupar, de mayor a menor jerarquía, en suboficiales, clases y alistados.

### Cambios
En la Ley Orgánica anterior aprobada durante el gobierno de la dictadura militar, el Decreto Ley N° 14157 del 21 de febrero de 1974, establecía como mayor grado en el ejército al Teniente General, en la Armada al Vicealmirante y en la Fuerza Aérea al Brigadier General. Sin embargo, con la aprobación de la nueva ley, estos pasaron a ser General de Ejército, Almirante y General del Aire, en este último caso el Brigadier General pasando a ser segundo en jerarquía. En la ley anterior también existía el cargo subalterno de Soldado de 2.ª que no prevé el régimen moderno.
En el año 2020 se aumentó un poco la cantidad de coroneles y generales, con el objetivo de llegar a 156 cargos de oficiales superiores del Ejército, 82 en la Armada y 47 en la Fuerza Aérea. A su vez, el artículo 41 fijó como objetivo hasta dónde reducir en 14 efectivos de oficiales generales en el Ejército, 7 en la Armada y 6 en la Fuerza Aérea, incluyendo las vacantes en caso de que uno de ellos ostente el cargo de Comandante en Jefe de su Fuerza.

## Oficiales
Según la Ley Orgánica Militar, el personal superior se encuentra organizado en la siguiente escala jerárquica:

### Fuerza Aérea Uruguaya
| Oficiales Generales | Oficiales Generales | Oficiales Superiores | Oficiales Jefes  | Oficiales Jefes | Oficiales Subalternos | Oficiales Subalternos | Oficiales Subalternos | Oficiales Subalternos |
| General del Aire    | Brigadier General   | Coronel              | Teniente Coronel | Mayor           | Capitán               | Teniente Primero      | Teniente Segundo      | Alférez               |
| ------------------- | ------------------- | -------------------- | ---------------- | --------------- | --------------------- | --------------------- | --------------------- | --------------------- |
|                     |                     |                      |                  |                 |                       |                       |                       |                       |

| Supervisor Aerotécnico (Suboficial Mayor) | Instructor Aerotécnico (Sargento 1.°) | Aerotécnico Principal (Sargento) | Aerotécnico de Primera (Cabo 1.°) | Aerotécnico de Segunda (Cabo 2.°) | Soldado de Primera |
| ----------------------------------------- | ------------------------------------- | -------------------------------- | --------------------------------- | --------------------------------- | ------------------ |

| Categoría             | Ejército            | Armada             |
| --------------------- | ------------------- | ------------------ |
| Oficiales generales   | General de Ejército | Almirante          |
| Oficiales generales   | General             | Contraalmirante    |
| Oficiales superiores  | Coronel             | Capitán de Navío   |
| Oficiales jefes       | Teniente Coronel    | Capitán de Fragata |
| Oficiales jefes       | Mayor               | Capitán de Corbeta |
| Oficiales subalternos | Capitán             | Teniente de Navío  |
| Oficiales subalternos | Teniente 1°         | Alférez de Navío   |
| Oficiales subalternos | Teniente 2°         | Alférez de Fragata |
| Oficiales subalternos | Alférez             | Guardia Marina     |

## Suboficiales
Según la Ley Orgánica Militar, el personal subalterno se encuentra organizado en la siguiente escala jerárquica:
| Categoría    | Ejército         | Armada              |
| ------------ | ---------------- | ------------------- |
| Suboficiales | Suboficial Mayor | Suboficial de Cargo |
| Suboficiales | Sargento 1°      | Suboficial de 1ª    |
| Suboficiales | Sargento         | Suboficial de 2ª    |
| Clases       | Cabo de 1ª       | Cabo de 1ª          |
| Clases       | Cabo de 2ª       | Cabo de 2ª          |
| Alistados    | Soldado de 1ª    | Marinero de 1ª      |
| Alistados    | Aprendiz         | Aprendiz            |